# Башня (карта Таро)

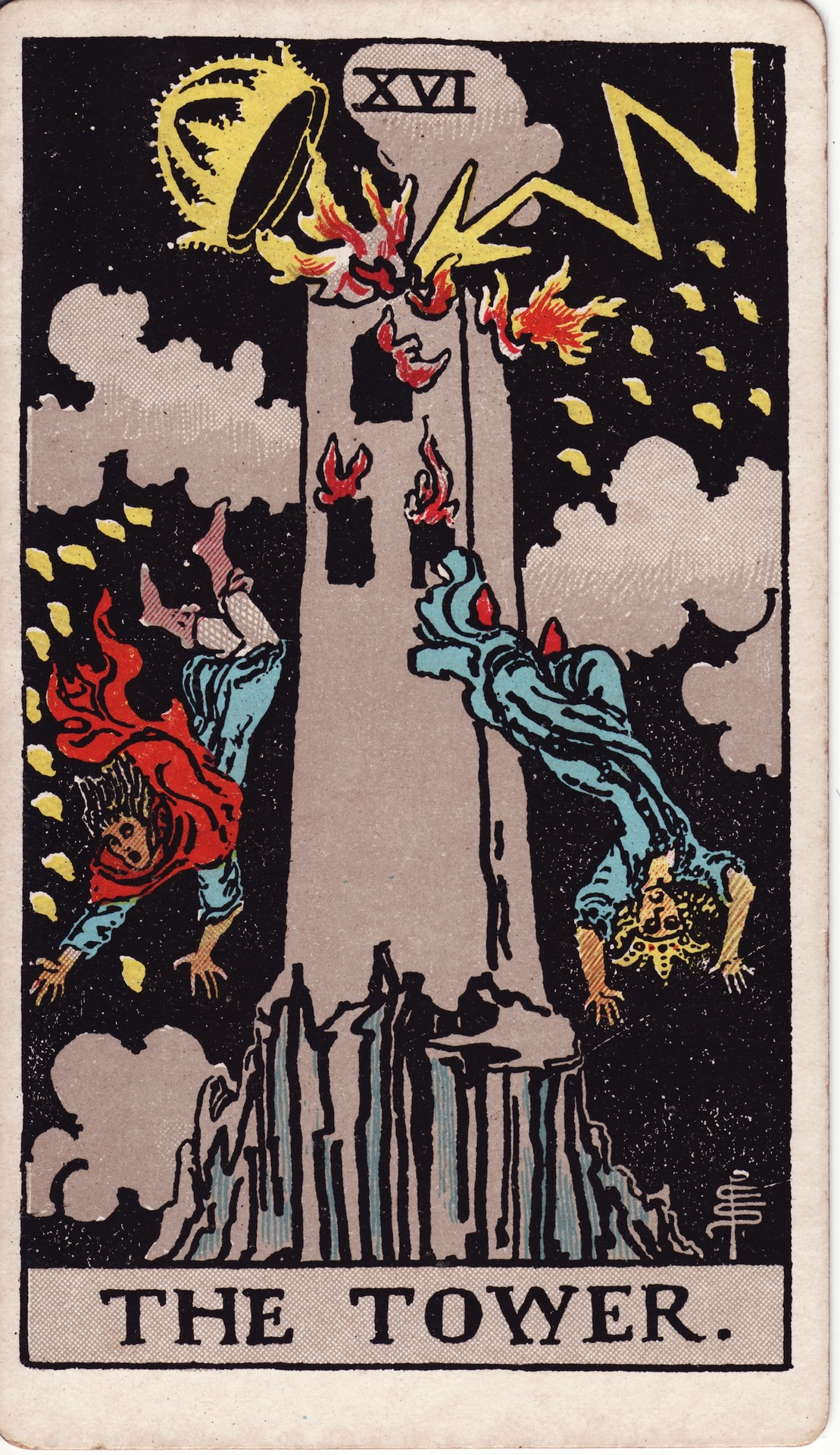
Таро Райдера — Уэйта

Башня, Богадельня — карта № 16 старших арканов колоды Таро.

## Сюжет карты
В колоде Minchiate XV века карта изображает двух обнажённых или полуголых людей, выбегающих из горящего здания. В некоторых бельгийских колодах и колоде XVII века Жака Вьевиля, карта называется La Foudre или La Fouldre («Молния»), и изображает дерево, в которое бьёт молния. В Парижском Таро (XVII век) карта также носит название La Foudre, и изображает дьявола, бьющего в барабаны перед вратами ада. Марсельское Таро объединяет эти две концепции, изображая башню с короной, разрушающуюся и горящую под ударом молнии, с которой падают двое мужчин.
Карта колоды Райдера-Уэйта основана на Марсельской карте, с добавлением искр огня в форме еврейской буквы Йод. На одном из мужчин корона, другой падает с разлетающимися золотыми монетами. Это символизирует наказание за гордыню и корыстолюбие, и что судьба превыше власти и богатства.
Различные объяснения образов, изображённых на карте, включают отсылки к библейской истории о Вавилонской башне, которую разрушил Бог в наказание человечества за гордыню.
Также карта может представлять изгнание из рая Адама и Евы. Например, схожесть видят в карте колоды Minchiate живописца Скеджа и картине «Изгнание из Рая» его брата Мазаччо.

## Соответствия в классических колодах
| Колода                                                                                    | Номер | Буква иврита | Символ (астрология, стихия) | Оригинальное название    |
| ----------------------------------------------------------------------------------------- | ----- | ------------ | --------------------------- | ------------------------ |
| Марсельское Таро                                                                          |       |              |                             | La Foudre                |
| Фламандское Таро Ванденборре (1780), Таро Ломбардии (1810), Таро Карло Делло Рокка (1835) |       |              |                             | La Maison Dieu, La Torre |
| Таро Папюса                                                                               |       |              |                             |                          |
| Таро Райдера-Уэйта                                                                        |       |              |                             | The Tower                |
| Таро Тота                                                                                 |       |              |                             |                          |
| Египетское Таро                                                                           |       |              |                             |                          |